# Pretty Prairie, Kansas
Pretty Prairie là một thành phố thuộc quận Reno, tiểu bang Kansas, Hoa Kỳ. Năm 2010, dân số của xã này là 680 người.

## Dân số
Dân số các năm:
- Năm 2000: 615 người
- Năm 2010: 680 người